# وتيد أخضر
وتيد أخضر (الاسم العلمي:Paxillus viridis) هو نوع من الفطريات يتبع جنس الوتيد من الفصيلة الوتيدية.